# Jacques Offenbach
Jacques Offenbach, eredeti nevén Jacob Eberst (Köln, 1819. június 20. – Párizs, 1880. október 5.) a romantika korában élt francia zeneszerző, csellista, az operett egyik úttörője. A 19. századi Európa zenéjére óriási hatással volt, több művét mind a mai napig játsszák.

## Élete
Németországi zsidó családból származott. Ifjú korában Párizsban a Conservatoire növendéke, majd az Opéra Comique csellistája volt. 1849-től a Théâtre Français karmestereként aratta első sikerét a Chanson de Fortunio című színpadi művével. 1855 és 1866 között a Bouffes-Parisiens igazgatója volt. Első műveinek nagy része itt került bemutatásra. 1872–76 között a Theátre de la Gaité-t vezette, majd amerikai turnén járt. Itt azonban nem járt sikerrel, ezután csak a műveinek élt.
Offenbach több operettje, köztük az Orfeusz az alvilágban (Orphée aux enfers, 1858), vagy a Szép Heléna (La belle Hélène, 1864) és A gerolsteini nagyhercegnő (La Grande-Duchesse de Gérolstein, 1867) kiemelkedően népszerű volt mind a francia, mind az angol nyelvterületeken az 1850-es és az 1860-as évek táján. A művek a politikai és a kulturális szatírát ötvözték szellemes opera-paródiákkal. Offenbach ragyogó népszerűsége megcsappant viszont az 1870-es évekre, a második császárság bukásával.

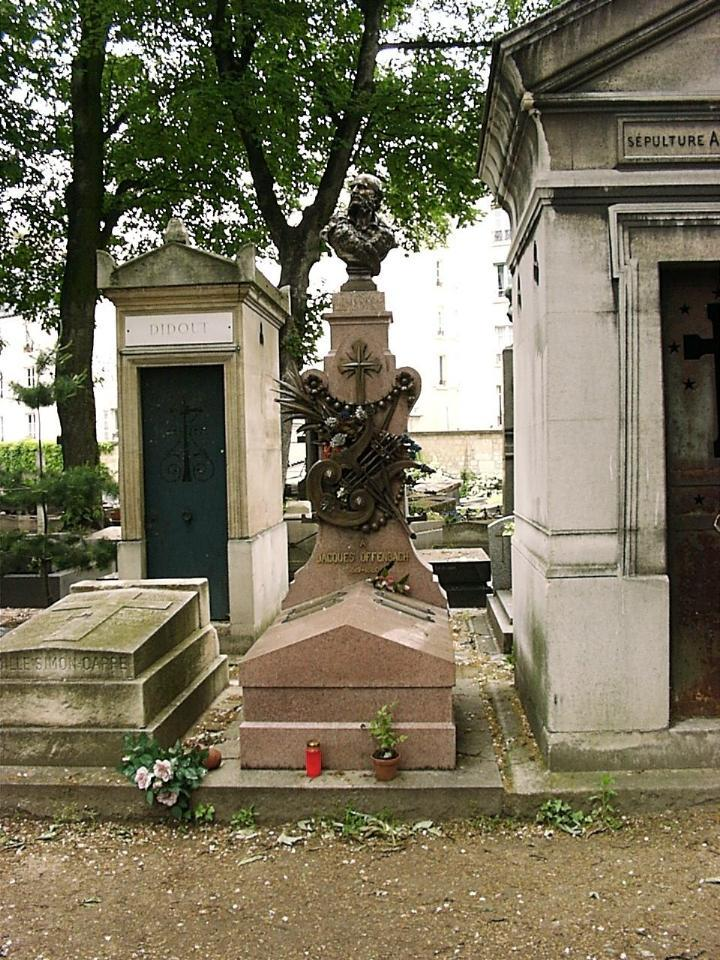
Sírja a montmartre-i temetőben

Elhagyta Franciaországot, ám életének végén népszerűsége újból felívelt, és műveit újra elkezdték játszani. Összesen 102 színpadi művet írt, 1876-ban megkezdett egyetlen nagyszabású operáját, a Hoffmann meséit (Les Contes d'Hoffmann) már E. Guiraud fejezte be 1880-ban.
Halála után a montmartre-i temetőben helyezték örök nyugalomra.

## Zenei stílusa
Operettzenéjét ragyogó, friss szellem, elegancia jellemzi. Illúzió nélküli, s ezért csúfos, de szívből kacagó humort jelenít meg. Offenbach az életet egy bábszínháznak tartja, és azt az erkölcstelen léha életet mutatja be a Hoffmann meséiben is. Operettjei stílusával iskolát alakított, mind a formák, mind a melodikus invenció terén. Új stílust teremtett az orkesztrakezelés szempontjából is. Zenéjére jellemző a finoman stilizált deklamáció és a táncszerű dallamok alkalmazása.
Egyik legismertebb szerzeménye a kánkán, az Orfeusz az alvilágban című operettjének második felvonásából.

## Színpadi művei
- Pascal et Chambord (1839)
- Les deux aveugles (1855)
- Ba-ta-clan (1855)
- Croquefer ou le dernier des paladins (1857)
- Le mariage aux lanternes – Eljegyzés lámpafénynél (1857)
- Orphée aux enfers – Orfeusz az alvilágban (1858)
- Barcouf (1860)
- Les bavards (1862)
- Le Brésilien (1863)
- Lienchen und Fritzchen (1863)
- La Belle Hélène – Szép Heléna (operett) (1864)
- Die Rheinnixen – Rajnai sellők (romantikus opera) (1864)
- Barbe Bleue – Kékszakáll (1866)
- La vie parisienne – Párizsi élet (1866)
- La Grande-Duchesse de Gerolstein – A gerolsteini nagyhercegnő (1867)
- La Périchole (1868)
- Les brigands (1869)
- Le rois Carotte (1872)
- Madame Archiduc (1874)
- La fille du Tambour-Major — Az ezreddobos lánya (1879)
- Les contes d'Hoffmann – Hoffmann meséi (fantasztikus opera) (nagyszínpadi kísérőzene) (1880)